# Вексельбург
Вексельбург (нім. Wechselburg) — місто в Німеччині, розташоване в землі Саксонія. Входить до складу району Середня Саксонія.
Площа — 25,59 км2. Населення становить 1766 ос. (станом на 31 грудня 2020).